# Webdoc
El Webdoc, també anomenat documental web, documental interactiu o documental multimedia, és una producció documental que neix de la cerca de nous formats periodístics i creatius per a explicar històries adaptades a la xarxa. Aprofitant-se de les possibilitats multimedia que l'ordinador i Internet ofereix, el Webdoc té la voluntat de combinar els diversos suports documentals, com seria la fotografia, el text, el so, el vídeo, l'animació i la infografia.

## Diferències entre Webdoc i documentals convencionals
El Webdoc es diferencia de la resta de tipologies documentals convencionals per la combinació d'elements multimedia utilitzant la tecnologia web. En aquest tipus de suport, l'usuari consumeix el producte documental de manera interactiva. La principal divergència conceptual respecte als formats convencionals és que amb el Webdoc es trenca la lògica lineal. La narrativa no és necessàriament Inici-Destí, si no que l'usuari pot anar fluctuant pel documental vivint els diferents camins que ofereix el producte, consultant els diversos paquets d'informació de manera independent. La integració de l'arquitectura de la informació i el disseny gràfic de les imatges, els títols i subtítols jerarquitzen els continguts i representen pistes visuals pels usuaris sobre la seqüència que poden seguir.

## Exemples de Webdoc
- Barcode: Un documental de ARTE France i la National Film Board of Canada sobre els objectes i com han afectat la nostre manera de viure. Està creat per 30 directors i conté 100 videos diferents.[2]
- Welcome to Pine Point: Un Webdoc de la National Film Board of Canada que explica les memòries de l'antiga comunitat de Pine Point, Northwest Territories.[3]
- My tribe is my life: Webdoc sobre com els joves defineixen la seva identitat i les seves relacions mitjançant la Internet i les subcultures musicals.[4]